# فوجی فاندیشن
فوجی فاندیشن ({{lang-ur|فوجى فاؤنڈیشن) شرکت خوشه‌ای پاکستانی است، که در سال ۱۹۵۴ تأسیس شد.